# Албанистика
Албанистика или Албанология — междисциплинарная гуманитарная дисциплина, изучающая албанский язык и албанскую культуру.
Основателями албанистики принято считать австрийца Норберта Йокля и хорвата Милана Шуффлая, а также венгра Франца Нопча фон Фельсё-Свиласа, немецкого филолога Карла Рейнгольда и русского слависта В. В. Макушева.
Среди современных албанистов известностью пользуются Роберт Элси и Шеннон Вудкок, который также является исследователем цыганских общин в европейских культурах.
В Албании исследования по албанистике ведутся в Институте истории, языка и литературы при Тиранском университете (основан в 1955).
С 1960-х годов в Косово, входившем тогда в состав Югославии, действовал Институт албанологии в Приштине, основанный в 1953.

## Известные албанисты

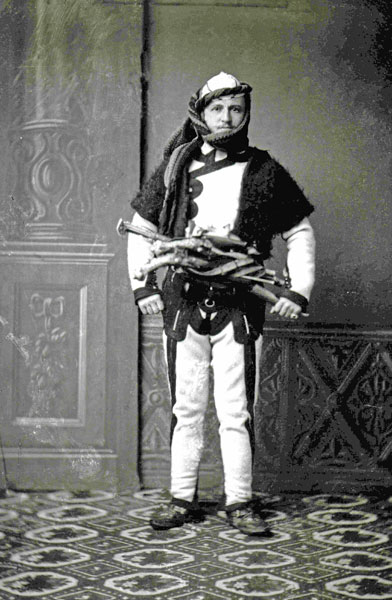
Теодор Иппен в Шкодере, одетый в национальный костюм северных албанцев (1900)

- Иоганн Георг фон Хан
- Макушев, Викентий Васильевич
- Густав Мейер
- Лайош Таллоци
- Теодор Иппен
- Эдит Дарем
- Дьёрдь Пекмези
- Норберт Йокль
- Франц Нопча фон Фельшё-Сильваш
- Милан Шуффлай
- Мария Амелия фон Годин
- Максимиллиан Ламберт
- Карло Тальявини
- Стюарт Эдвард Манн
- Эркем Чабей
- Георг Штадтмюллер
- Мартин Камай
- Шабан Демирай
- Вильфред Федлер
- Каплан Бурович
- Ксеват Лоши
- Петер Шуберт
- Йохалас Титос
- Роберт Элси
- Михаэль Шмидт-Неке
- Ардиан Клоси
- Милан Шуфлай